# Ophiophragmus filograneus
Ophiophragmus filograneus is een slangster uit de familie Amphiuridae.
De wetenschappelijke naam van de soort werd in 1875 gepubliceerd door Theodore Lyman.